# Cratere Winlock
Winlock è un cratere lunare di 63,93 km situato nella parte nord-orientale della faccia nascosta della Luna.